# Un día perdido
Un día perdido és una pel·lícula espanyola de comèdia de costums dirigida per José María Forqué el 1954. L'èxit d' El diablo toca la flauta, realitzada el 1953 per José María Forqué realitzada en 1953 per José María Forqué amb guió escrit amb Noel Clarasó, va tornar a unir-los, a l'any següent, en un nou projecte on també coincidien diverses històries embastades amb una lleu trama argumental.

## Argument
L'argument presenta a tres monges, de pas a Madrid des d'Irun (la mare Lucía, la germana Matilde i la germana Rosa) que han de pernoctar en el convent de la seva ordre. En recollir les seves maletes descobreixen un cistell amb un nen nounat i, encara que pensen a lliurar-lo a la Beneficència, opten per tractar de localitzar als seus pares amb la complicitat del millor taxista que podien imaginar: Pepe Isbert.

## Repartiment
- Ana Mariscal - Mare Lucía
- Elvira Quintillá - Germana Matilde
- María Dulce - Germana Rosa
- Elena Barrios - Conchita
- Josefina Bejarano - Propietària del pis
- Manuel Bermúdez Boliche - Maleter gros
- Xan das Bolas - Mestre de ball
- Irene Caba Alba - Filo
- Fernando Guillén.